# فرانكلين إس. بيلنغز
فرانكلين إس. بيلنغز هو سياسي أمريكي، ولد في 11 مايو 1862 في نيو بدفورد في الولايات المتحدة، وتوفي في 16 يناير 1935 في وودستوك في الولايات المتحدة. نشط حزبياً في الحزب الجمهوري. وقد انتخب List of speakers of the Vermont House of Representatives ‏ وانتخب حاكم فيرمونت ‏ (8 يناير 1925 – 6 يناير 1927).